# Tan Sitong

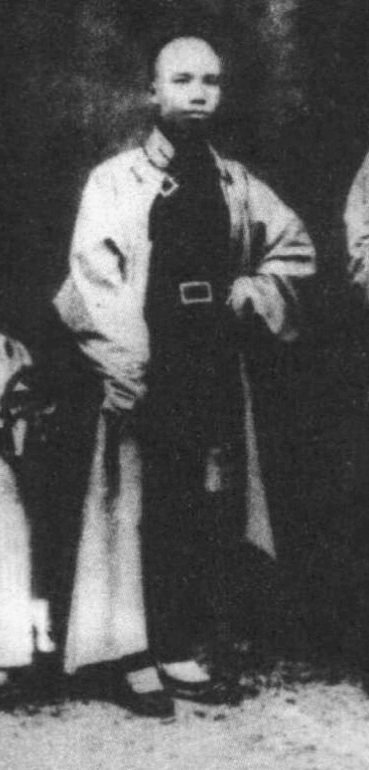

Tan Sitong (Tan Szu-tung; chinesisch 譚嗣同, Pinyin Tán Sìtóng, W.-G. T'an2 Szu4-t'ung2, * 10. März 1865; † 28. September 1898, courtesy name Fusheng (复生), Pseudonym Zhuangfei (壮飞)) war ein chinesischer Politiker, Denker und Reformer in der ausgehenden Qing-Zeit. Nach dem Scheitern der Hundert-Tage-Reform wurde er im Alter von 33 Jahren hingerichtet. Er war einer der „Sechs Märtyrer der Hundert-Tage-Reform“ (戊戌六君子, wùxū liù jūnzǐ). Seine Hinrichtung symbolisierte für viele Zeitgenossen das Scheitern der politischen Reformen in der Qing-Dynastie und trieb sie dazu, sich zu radikalisieren und durch eine Revolution die Dynastie zu stürzen.

## Familie
Tan Sitong entstammte einer Familie aus Liuyang, Hunan. Geboren wurde er in Peking. Sein Vater, Tan Jixun (谭继洵) war Gouverneur der Provinz Hubei. Seine Mutter, Xu Wuyuan (徐五缘), war eine sehr traditionsverbundene Chinesin. Sie erzog ihre 10 Kinder mit großer Strenge.
Im Alter von 12 Jahren verlor er seine Mutter sowie seinen ältesten Bruder und seine zweitälteste Schwester im Zeitraum von nur 5 Tagen. Sie hatten sich beim Besuch einer Cousine mit Diphtherie angesteckt. Auch Tan Sitong erkrankte lebensgefährlich, erholte sich jedoch nach drei Tagen, was damals als Wunder angesehen wurde. Dieses Ereignis hinterließ bei ihm tiefe Eindrücke. Eine Konkubine seines Vaters übernahm die Erziehung der Kinder, behandelte Sitong aber sehr schlecht. Mit 19 Jahren wurde er mit Li Run (李闰) verheiratet. Sie hatten einen Sohn, Tan Lansheng (谭兰生), der jedoch innerhalb eines Jahres verstarb. Li Run verehrte Tan Sitong selbst Jahre nach seiner Exekution noch in hohem Maße. Sie gründete in seiner Heimatstadt eine Mädchenschule, was in jener Zeit im ländlichen China völlig unerhört war.

## Lebenslauf
Seine Kindheit verbrachte Tan Sitong in Peking und seine Jugend in Liuyang. Mit 5 Jahren begann sein Unterricht. Er wurde von dem berühmten Lehrer Ouyang Zhonggu (欧阳中鹄) unterrichtet. Obwohl er sehr begabt war, weigerte er sich doch, Achtgliedrige Aufsätze zu verfassen. Daher erreichte er in den Beamtenprüfungen nur die Stufe eines Mandarin-Gelehrten (秀才, Xiùcaí).
Ab 1879 wurde er von Xu Qixian (徐启先) unterrichtet, der ihm ein systematisches Studium repräsentativer chinesischer Werke vermittelte und ihn auch mit Naturwissenschaften in Berührung brachte.
1884 verließ er seine Heimat und machte eine lange Reise, die seinen Horizont weitete. Er besuchte mehrere Provinzen Chinas, unter anderem Hebei, Gansu, Xinjiang, Shaanxi, Henan, Hubei, Jiangxi, Jiangsu, Anhui, Zhejiang, Shandong, Shanxi. Auf dieser Tour schrieb er mehr als 200 Gedichte.
Als 1895 Japan die Qing-Regierung zwang den ungleichen Vertrag von Shimonoseki zu unterzeichnen und Taiwan annektierte, war Tan Sitong geschockt. Er war enttäuscht, wie impotent der Staatsapparat war und wütend über diese ausländische Aggression. Er begann mit seinen Kollegen nach einer Lösung für die Probleme zu suchen.
In den Jahren 1896 und 1897 verfasste er das berühmte Buch Ren Xue, welches als erstes philosophisches Buch der Reformer-Gruppe gilt. Er stellte dar, dass absolute Monarchie die menschliche Natur unterdrücke und der Ursprung für alle Arten von Bösem sei. 1897 unterstützte er den Gouverneur von Hunan dabei, eine neue Leitfaden für die Politik zu entwerfen. 1898 gründete er eine neuartige Schule mit dem Namen Süd-Akademie (南学会), in der er versuchte die Reformerischen Kräfte im Süden zu vereinen. Darüber hinaus gründete er die Zeitschrift „Hunan Reporter“ (湘报) um seine Ideen einer breiten Öffentlichkeit zugänglich zu machen.
Ein Hauptmann stellte Tan Sitong dem Kaiser Guangxu vor, der ihn bald darauf zum Mitglied seines Großen Rates ernannte. Am 11. Juni 1898 begann daraufhin die Hundert-Tage-Reform mit der Veröffentlichung eines Memorandums über eine Reihe neuer politischer Richtlinien. Leider verletzte die Reform die Ansprüche vieler Beamter und Mandschu-Adeliger, so dass sich schnell eine einflussreiche Opposition bildete. Als Tan erfuhr, dass die Kaiserinwitwe Cixi ein Komplott gegen den Regenten schmiedete und ihn unter Hausarrest setzten wollte, begab er sich am 18. September sofort zum General Yuan Shikai um ihn dazu zu bewegen, die Reform zu unterstützen. Dieser jedoch verriet sofort nach seiner Rückkehr die Reform und offenbarte Cixi die Pläne, so dass diese schnell einen Staatsstreich inszenierte und am 21. September alle Reformer gefangen nehmen ließ. Damit war die Reform nach nur 103 Tagen gescheitert. Tan Sitong wurde am 24. September in der Halle der Gilde von Liuyang (浏阳会馆) eingesperrt. Er war zwar gewarnt worden und aufgefordert nach Japan zu fliehen, doch er blieb da in der Hoffnung, dass sein Tod und sein Blut das Volk aufwecken würde, die Waffen gegen das korrupte Regime zu erheben, um seine unvollendeten Träume eines starken China zu verwirklichen.
Am 27. September wurde er wegen Hochverrat und Versuch eines Putsches angeklagt. Der Prozess wurde jedoch schon um 4 Uhr durch den Befehl zur sofortigen Hinrichtung abgebrochen. (Wahrscheinlich auf das Handeln von Cixi hin.) Er wurde am 28. September in Caishikou (菜市口) außerhalb des Xuanwu-Tores zusammen mit fünf anderen enthauptet. 1899 wurden seine Überreste nach Liuyang überführt und dort begraben.
Seine letzten Worte wurden in China berühmt:

„Ich wollte die Räuber töten, aber mir fehlte die Kraft die Welt zu verändern. Das ist die Stelle an der ich sterben soll. Freut Euch, Freut Euch!“

## Werke
- Renxue 仁学, 1897, eine philosophische Abhandlung in Anlehnung an das Daxue über „Menschlichkeit“ (仁) als Voraussetzung für gute Politik.
- Tan Sitong niánpǔ 谭嗣同年谱, Lebenslauf mit biographischen Angaben.
- Hubao 湘报, 1898-, reformerische Zeitschrift.